# Whitewright
Whitewright is een plaats (town) in de Amerikaanse staat Texas, en valt bestuurlijk gezien onder Fannin County en Grayson County.

## Demografie
Bij de volkstelling in 2000 werd het aantal inwoners vastgesteld op 1740.
In 2006 is het aantal inwoners door het United States Census Bureau geschat op 1786, een stijging van 46 (2,6%).

## Geografie
Volgens het United States Census Bureau beslaat de plaats een oppervlakte van
5,4 km², geheel bestaande uit land. Whitewright ligt op ongeveer 236 m boven zeeniveau.

## Plaatsen in de nabije omgeving
De onderstaande figuur toont nabijgelegen plaatsen in een straal van 16 km rond Whitewright.